# كأس من النعم (رواية)
كأس من النعم (بالإنجليزية: A Glass of Blessings)‏ هي رواية للكاتبة الإنجليزية باربرا بيم، نشرت عام 1958، عن دار نشر جوناثان كيب.